# Maniakówka (wzgórze)

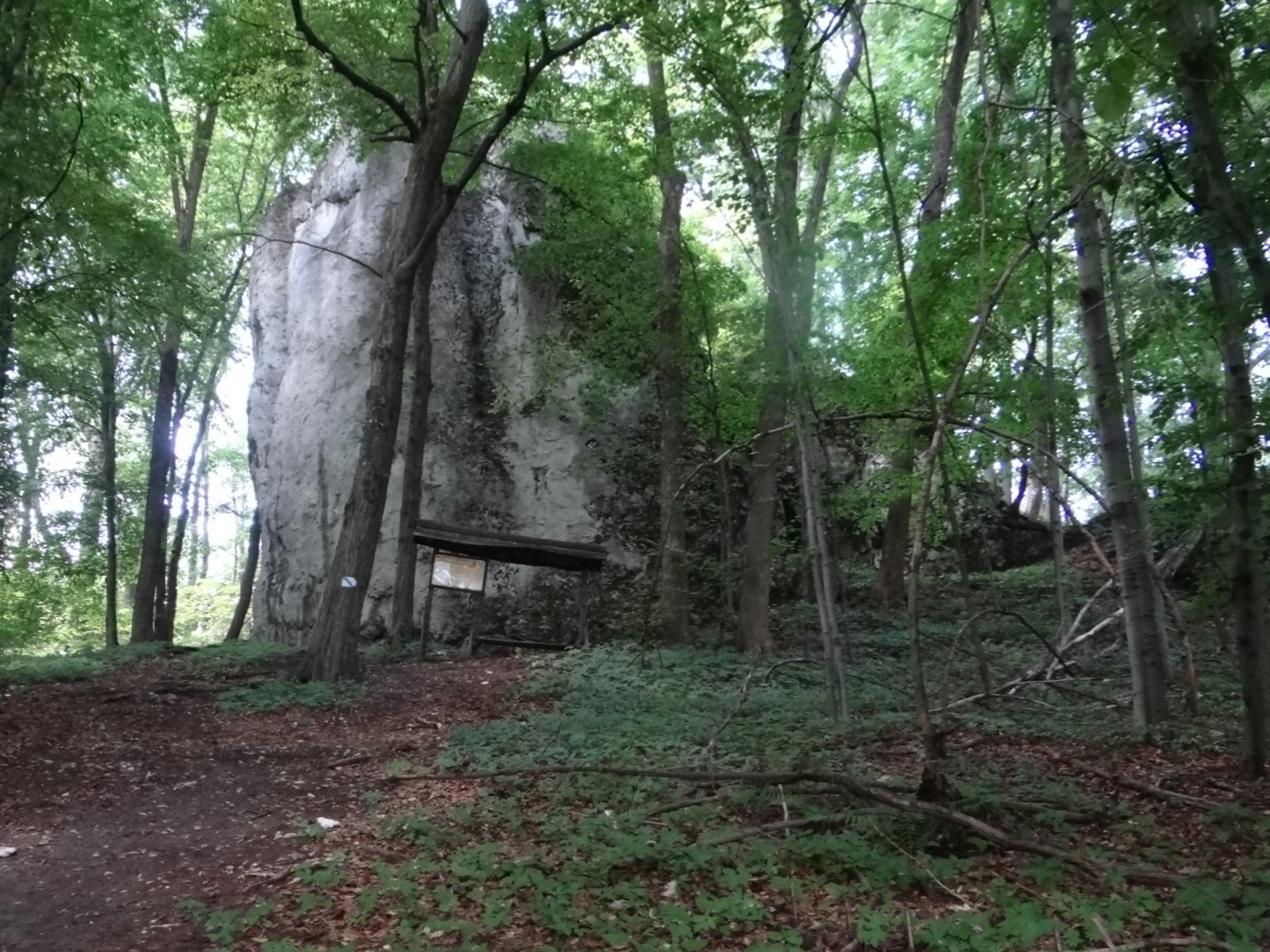
Szczyt Maniakówki

Maniakówka (ok. 420 m)  – wzniesienie z grupą skał w miejscowości Jaroszowiec, w województwie małopolskim, w powiecie olkuskim, w gminie Klucze. Wchodzi w skład kompleksu wzniesień Stołowa Góra na Wyżynie Olkuskiej będącej częścią Wyżyny Krakowsko-Częstochowskiej. Cały kompleks znajduje się na obszarze ochrony specjalnej Ostoja Natura 2000 Jaroszowiec.
Maniakówka wznosi się tuż po północno-zachodniej stronie zabudowań Jaroszowca. Jest całkowicie porośnięta lasem. Na wschodnich stokach istniał niewielki narciarski wyciąg orczykowy, dawno już jednak jest nieczynny, a stok wycięty pod jego trasę zjazdową zarasta lasem. Przez szczyt prowadzi szlak turystyki pieszej, rowerowej i ścieżka dydaktyczna.
Na szczycie Maniakówki znajdują się trzy duże wapienne skały: Maniakówka, Maniak Pośredni i Maniak Zadni. Uprawiana jest na nich wspinaczka skalna.

## Szlaki turystyczne
Klucze – Marglok – Kamyk – Spasie – Maniakówka – Jaroszowiec
 Olkusz – Ogrodzieniec
 ścieżka dydaktyczna „Góra Stołowa”: kościół w Jaroszowcu – Maniakówka – Jaskinia Błotna – Jaskinia Lodowa w Jaroszowcu – Kamieniołom Cieszyniec – kościół w Jaroszowcu